# Vital Joachim Chamorin
Pour les articles homonymes, voir Chamorin.
Vital Joachim Chamorin, né le 16 août 1773 à Bonnelles et mort le 25 mars 1811 lors du combat de Campo Maior, au Portugal, est un général français du Premier Empire.

## Biographie

### Premières années
Vital-Joachim Chamorin, que ses parents destinent à devenir notaire, préfère s'engager au service le 23 décembre 1788 comme soldat enrôlé volontaire au régiment de Champagne, devenu 7e d'infanterie lors de l'organisation de 1791. Il est d'abord caporal aux armées du Midi en 1792, puis d'Italie en 1793 et des Pyrénées orientales de 1793 à 1794.
Il se trouve le 27 septembre 1792 à la prise de Nice, et le 14 février 1793 au combat de Saspello. Passé comme simple volontaire dans le 6e bataillon de l'Hérault le 8 juillet de cette dernière année, il y obtient le grade d'adjudant sous-officier le 15 du même mois, se rend à l'armée des Pyrénées orientales et assiste au siège de Campredon. Nommé sous-lieutenant le 3 brumaire an II, il participe le 11 floréal à la prise de la redoute de Montesquiou au cours de la bataille du Boulou, où un biscaïen l'atteint à la jambe gauche. Il reçoit le grade provisoire de capitaine sur le champ de bataille.
Confirmé dans ce grade par arrêté de la Convention nationale du 22 fructidor pour servir dans le 8e bataillon de la Côte-d'Or (amalgamé en l'an IV dans la 12e demi-brigade d'infanterie de ligne), Chamorin se trouve à Lyon lorsqu'il est envoyé en colonne mobile contre les rebelles de la Haute-Loire. Cette mission délicate qui dure depuis le 9 germinal jusqu'au 1er floréal an IV a un résultat satisfaisant et pacifique. À son retour à Lyon, le chef de sa demi-brigade lui confie le commandement des grenadiers du 2e bataillon. Bientôt, il suit le mouvement des troupes dirigées sur l'armée d'Italie, et de l'an IV à l'an IX, il prend part à toutes les opérations de cette époque. Il est sur le Pô, à Lodi, à Pizzighettone, à Bassano, à Arcole du 15 au 17 novembre 1795, Aoste et Châtillon.
Le 7 fructidor an IV, à la tête de grenadiers et de chasseurs, il entre dans Borgo-Forte. Le 20 brumaire an V, il combat au pont de Ronco et sur la chaussée d'Arcole, où la 12e demi-brigade se couvre de gloire. Appelé à faire partie de l'expédition de Circeo, dans les États pontificaux, il entre un des premiers à la tête des grenadiers polonais dans Frosinone, prise d'assaut le 5 nivôse an VII. Le général Girardon qui commande cette expédition, demande pour lui le grade de chef de bataillon. Il suit à San Germano la brigade de cet officier général, et facilite pendant le trajet la prise d'un parc d'artillerie autrichien de 80 bouches à feu. Pendant la campagne de Naples, à la prise du fort Saint-Elme, il rejette les lazzaroni dans Naples, où ils sont faits prisonniers.
Nommé aide de camp du général Sauret le 16 ventôse an VIII, il passe provisoirement en la même qualité auprès du général Watrin le 22 floréal, et se signale à la prise d'Ivrée en prairial suivant. Blessé d'un coup de feu à la hanche droite le 19 du même mois à la bataille de Montebello, il est placé le 21 comme capitaine à la suite dans le régiment de hussards, et maintenu dans ses fonctions d'aide de camp. À la bataille de Marengo, il a deux chevaux tués sous lui en portant les ordres de son général à travers le feu de l'ennemi. Le 4 nivôse an IX, au passage du Mincio, il commande les tirailleurs lorsqu'il reçoit un coup de feu au côté droit de la poitrine. Malgré la gravité de sa blessure, il reste toute la journée à son poste, traverse un des premiers la rivière, culbute les Autrichiens sur la rive opposée et se distingue encore dans la soirée à la prise du moulin de la Volta.
Nommé provisoirement chef d'escadron sur le champ de bataille par le général en chef Brune, et attaché au 11e régiment de hussards, en continuant son service d'aide de camp, il suit le général Watrin à l'île d'Elbe, lorsque cet officier général vient en prendre le commandement. Les Anglais opèrent une descente dans la baie de Bagnaja le 11 floréal an IX. Le commandant Chamorin les repousse vigoureusement, mais entraîné par son ardeur, les fuyards le contraignent à monter sur une de leurs chaloupes. Tandis qu'ils font force de rames, Chamorin se jette à la mer et arrive sain et sauf sur la plage. Le 28 fructidor suivant, l'escadre de l'amiral Waren débarque environ 3 000 hommes à la droite du camp des Français, vers Marciana. Après six heures d'un combat opiniâtre, le général Watrin force les Anglais à rembarquer ayant perdu 1 200 hommes, morts ou blessés. Le commandant Chamorin, à la tête d'une vingtaine d'hommes seulement, paralyse tous les efforts d'un bataillon ennemi qu'il repousse, et auquel il fait 25 prisonniers. Sa bravoure au combat de Châtillon où il se bat aux côtés des hussards du 12e régiment, lui vaut alors d'être nommé chef d'escadron au 6e régiment de hussards.

### Au service de l'Empire

#### Du chef d'escadron au colonel de dragons

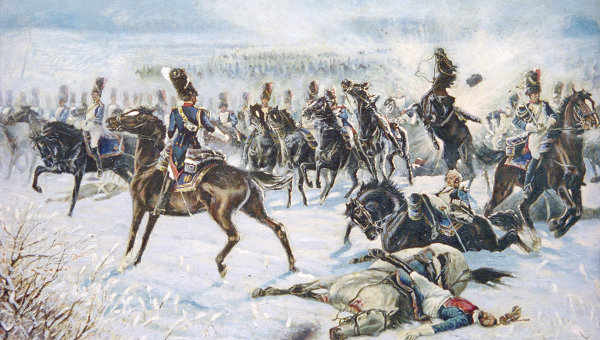
Les grenadiers à cheval de la Garde à la bataille d'Eylau, le 8 février 1807. Peinture de Louis-Ferdinand Malespina.

Confirmé dans son grade de chef d'escadron le 1er nivôse an X, Chamorin accompagne Watrin à Saint-Domingue. Après la mort de ce général, il rentre en France à la fin de l'année et est placé, le 2 pluviôse an XII, comme chef d'escadron dans le 3e régiment de cuirassiers. Il fait partie de l'armée des côtes de l'Océan, où il reçoit le 20 prairial suivant la décoration de la Légion d'honneur. Passé avec son grade le 18 fructidor an XIII dans les grenadiers à cheval de la Garde impériale, il fait les campagnes de l'an XIV à 1807 en Autriche, en Prusse et en Pologne. À Austerlitz le 2 décembre 1805, il s'empare d'un convoi russe dont il sabre et disperse l'escorte. Il charge en particulier lors de la grande mêlée de Krenowitz. Créé officier de la Légion d'honneur le 14 mars 1806, il se fait remarquer à la bataille d'Iéna, au combat de Hoff et à la bataille d'Eylau, le 8 février 1807. Dans cette dernière affaire, il traverse deux fois les lignes ennemies sans recevoir la moindre blessure. Nommé, le 8 février 1807, colonel de cavalerie pour servir dans la ligne, il prend le commandement du 26e régiment de dragons sur les bords de la Passarge. Le 10 juin suivant, à Heilsberg, il reçoit un coup de feu à la jambe droite, et malgré sa blessure, il conduit lui-même toutes les charges de son régiment jusqu'à onze heures du soir. Le 14, il donne des preuves de bravoure et d'intelligence à la bataille de Friedland et reçoit des éloges sur la manière dont le 26e régiment de dragons a rempli son devoir dans cette journée.

#### Guerre d'Espagne
Dirigé sur l'Espagne à la fin de 1807, il passe la Bidassoa en novembre 1808. Affecté à la réserve de cavalerie du maréchal Bessières, il participe le 10 à la bataille de Burgos, poursuit le 22 les troupes de Palafox à Calahorra, et le 23, à la bataille de Tudela, il met en déroute dans un défilé une colonne de 8 000 Espagnols, lui enlève 6 pièces de canon avec leurs caissons et lui fait un grand nombre de prisonniers. Passé momentanément sous les ordres du maréchal Ney, il se fait remarquer à Calatayud et devient le 11 décembre commandant de la Légion d'honneur. Il se trouve encore à la bataille d'Uclés et à Truxillo les 13 et 20 janvier 1809, avant de recevoir le 10 février le titre de baron de l'Empire avec une dotation de 4 000 francs de rente. Le 28 mars, il exécute plusieurs charges heureuses à la bataille de Medellín, où le 26e régiment de dragons se couvre de gloire, et prend part le 28 juillet à la bataille de Talavera. Enfin, le 19 novembre, arrivé dans la soirée sur le terrain d'Ocana, il peut encore contribuer à la victoire. 

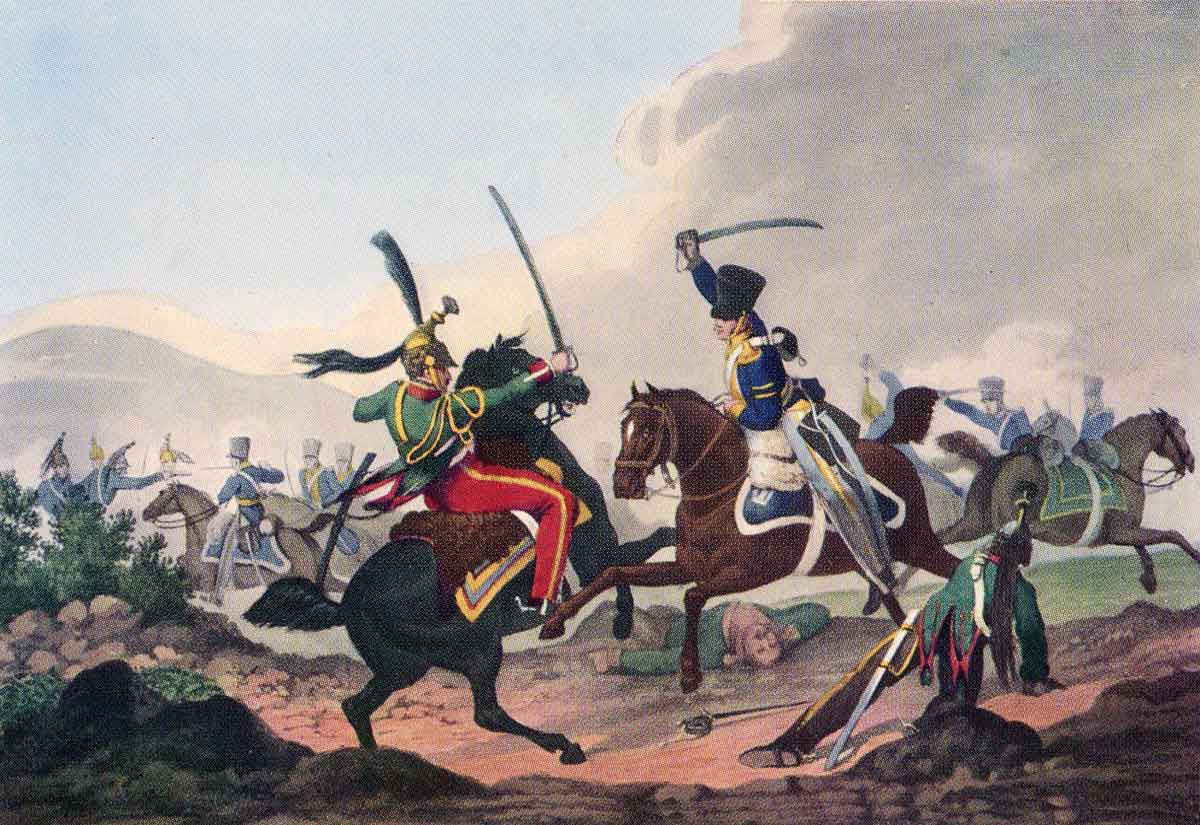
Duel entre le général Chamorin et le caporal Logan du 13e dragons légers britannique au combat de Campo Maior, le 25 mars 1811.

Pendant les premiers mois de 1810, il combat les bandes qui infestent la Sierra Morena. Le 23 avril, près d'Ignojoza, après avoir dispersé un parti d'insurgés, il arrive à la nuit tombante à l'extrémité d'un défilé où il aperçoit les feux d'un bivouac ennemi. Ayant fait mettre pied à terre à une partie de ses dragons, il charge les Espagnols qui, se croyant surpris par une troupe nombreuse, s'enfuient en désordre et abandonnent leurs bagages. Cantonné à Cordoue vers le mois de mai, il est envoyé en colonne mobile dans la Sierra-Morena et dans l'Estrémadure et défait plusieurs bandes de guérillas.
Le 22 décembre, il reçoit l'ordre de se rendre auprès du maréchal Soult, qui fait alors l'investissement de la place de Badajoz. Pendant sa marche, il rencontre le 31, à Azuaga, un fort parti espagnol qu'il culbute et auquel il fait un grand nombre de prisonniers. Il assiste ensuite aux sièges d'Olivence et de Badajoz pendant les mois de janvier et de février 1811. Le 19 février suivant, à la bataille de Gebora, il enfonce avec ses dragons un carré de 3 000 hommes et prend 6 bouches à feu. 
Le 5 mars suivant, il est promu général de brigade, et le 25, avant même d'avoir reçu sa lettre de nomination, il se fait tuer au combat de Campo Maior le 25 mars 1811, en chargeant à la tête du 26e dragons contre le 13e dragons britanniques de Beresford,. Lord Beresford, qui commande la cavalerie anglo-portugaise à l'affaire de Campo Maior, fait enterrer Chamorin avec tous les honneurs militaires dus à son rang.
Son nom figure sur les tables de bronze de Versailles et sur le côté Sud de l'arc de triomphe de l'Étoile.

## Armoiries
| Figure | Blasonnement |
|        | Armes du baron Chamorin et de l'Empire (décret du 19 mars 1808, lettres patentes du 18 février 1809). Coupé : au I, parti d'or, à un dragon de sinople, tenant une épée d'azur et du quartier des Barons militaires de l'Empire ; au 2, d'azur, à un palmier terrassé d'or, fruité d'argent, accosté de deux étoiles, aussi d'argent., Ou, Coupé : 1, parti : 1, d'argent, au lion d'azur; 2, du quartier des barons militaires ; 2, d'azur, à l'arbre accosté de deux étoiles, le tout d'argent. Livrées : les couleurs de l'écu. |